# Pimozide
Pimozide (được bán dưới tên thương hiệu Orap) là một thuốc chống loạn thần ma túy của lớp diphenylbutylpiperidine. Nó được phát hiện tại Janssen Pharmaceutica vào năm 1963. Nó có hiệu lực cao so với chlorpromazine (tỷ lệ 50-70: 1). Trên cơ sở trọng lượng, nó thậm chí còn mạnh hơn haloperidol. Nó cũng có dấu hiệu thần kinh đặc biệt đối với hội chứng Tourette và chống co giật. Các tác dụng phụ bao gồm ngồi không yên, rối loạn vận động muộn và hiếm gặp hơn là hội chứng ác tính thần kinh và kéo dài khoảng thời gian QT.

## Sử dụng trong y tế
Pimozide được sử dụng để chuẩn bị miệng của nó trong tâm thần phân liệt và mãn tính rối loạn tâm thần (chỉ trên nhãn chỉ châu Âu), hội chứng Tourette, và chống co giật (Châu Âu, Mỹ và Canada).
Đã có nhiều nghiên cứu cho thấy Pimozide có thể được sử dụng thành công để điều trị ký sinh trùng Delusional và theo truyền thống là thuốc được lựa chọn. Tuy nhiên, các loại thuốc mới hơn đã trở nên phổ biến gần đây là loại thuốc được ưa thích. Trong một trường hợp, một loạt 33 bệnh nhân bị ký sinh trùng ảo tưởng (tuổi trung bình, 60 tuổi), pimozide được kê đơn cho 24 bệnh nhân, trong đó 18 người dùng thuốc. Liều dao động từ 1 đến 5   mg mỗi ngày. Không có thông tin liên quan đến liều ban đầu được chỉ định, mặc dù liều được tiếp tục trong 6 tuần trước khi giảm dần. Trong số những bệnh nhân sử dụng pimozide, 61% (11/18) đã cải thiện hoặc thuyên giảm hoàn toàn các triệu chứng. Việc sử dụng pimozide để điều trị ký sinh trùng ảo tưởng chủ yếu dựa trên dữ liệu từ loạt trường hợp / báo cáo chứng minh một số hiệu quả ở phần lớn bệnh nhân. Hiện nay, thuốc chống loạn thần không điển hình như olanzapine hoặc risperidone được sử dụng như điều trị đầu tiên. Tuy nhiên, những bệnh nhân gặp phải tác dụng phụ tiêu cực với thuốc điều trị đầu tiên thường được dùng pimozide.